# ジョセフィン・オルマン
ジョセフィン・オルマン（Josefine Ollmann、1908年11月11日 - 2022年7月16日）は、ドイツのスーパーセンテナリアン。ドイツ・イツェホー在住だった長寿の女性。存命中はドイツ国内の最高齢者で、歴代ではグスタフ・ゲルネートに次ぐ歴代2位の高齢者だった。

## 略歴
1908年、ドイツ帝国のミュンヘンに生まれる。父親がエンジニアであったこともあり、幼少期は各地を転々としていた。そのため、上シレジアやオランダにいたこともあったという。ヴィッテンベルクのライシーアムを首席で卒業し、看護婦の課程を経て、ベルリンのカイザー・ヴィルヘルム化学研究所（現在のマックス・プランク化学研究所で働いた。
1939年に弁護士と結婚し、1940年と1944年に出産。その後まもなくグライフスヴァルトに引っ越し、1949年にソ連占領地域からシュレースヴィヒ＝ホルシュタイン州に引っ越す。3年後に夫が死去。そのころには、作家のヴァルター・ケンポフスキーが自身の子供たちにロシア語の物語を聞かせていたという。107歳まで同地のアパートに住んでいたが、その後にイツェホーに引っ越した。110歳の誕生日の際にはフランク＝ヴァルター連邦大統領の写真を受け取ったという。市長なども同じ方法でオルマンを祝福した。
自身によると、高麗人参と石粉を中心に食べ、特に70代の前半ごろは石粉を2匙ほど掬うこともあったという。禁煙も行い、100歳ごろまでは日記も書いていたという。
2022年7月16日に死去。113歳247日没。